# انشراح موسى
انشراح علي موسى (1937 - نوفمبر 2021)، هي امرأة مصرية عملت بالتجسس لصالح إسرائيل. زوجها هو إبراهيم سعيد شاهين، قبض عليها بتهمة التجسس لصالح إسرائيل وحُكم عليها بالإعدام، ولكن افرج عنها بعد ثلاث سنوات قضتها في السجن في صفقة تبادل أسرى، وتمكنت من دخول إسرائيل مع أولادها الثلاثة.

## حياتها
ولدت في مدينة المنيا في صعيد مصر عام 1937، لأسرة متوسطة الحال. واصلت تعليمها حتى حصلت على الشهادة الإعدادية عام 1951، وفي حفل زفاف أحد أقاربها تعرفت على شاب من مدينة العريش من مواليد عام 1929م يدعى إبراهيم سعيد شاهين، وبعد أيام قليلة تقدم للزواج منها، وبرغم معارضة والدتها لبعد المسافة بين المنيا والعريش، إلا أن انشراح تمسكت به، وخلال مدة قصيرة كانت زفت إليه وانتقلت للعيش معه في مدينة العريش.

## ملابسات تجنيدها للتجسس
كان إبراهيم شاهين يعمل كاتب حسابات بمكتب مديرية العمل بالعريش، بدأ سلكه الوظيفي مغمورا يتعجل زيادة دخله بوسائل مشروعة وغير مشروعة إلى أن وقع في جريمة رشوة لطخت سمعته وحبس ثلاثة أشهر، خرج بعدها ليكتشف مدى قسوة الظروف التي تمر به..
واجتاحت إسرائيل سيناء واحتلتها في يونيو 1967، وسط هذا المناخ كانت المخابرات الإسرائيلية تعمل بنشاط زائد، وتسعى لتصيد العملاء بسبب الضغوط المعيشية الصعبة وظروف الاحتلال، وبالفعل نجحت في استقطابه.
ولوّح له ضابط الموساد الذي استقطبه بإغراءات ما كان يحلم بمثلها يومًا، نظير إغراقه بالنقود وتأمين حياته وذويه في العريش، وافق إبراهيم على التعاون مع الإسرائيليين في جمع المعلومات عن مصر، وتسلم – كدفعة أولى – ألف دولار في الوقت الذي لم يكن يملك فيه ثمن علبة سجائر.
وسافر شاهين إلى بئر سبع وهناك تغير المشهد، إذ تحول إلى جاسوس لإسرائيل وعينًا لها على وطنه.
وعندما رجع إلى بيته محملًا بالهدايا لزوجته وأولاده، دهشت انشراح وسألته عن مصدر النقود فهمس لها بأنه أرشد اليهود عن مخبأ فدائي مصري فكافأوه بألف دولار، بهتت الزوجة البائسة لأول وهلة ثم سرعان ما عانقت زوجها سعيدة بما جلبه لها، وقالت له في امتنان كانوا سيمسكونه لا محالة إن عاجلًا أم آجلًا، فسألها في خبث ألا يعد ذلك خيانة؟ فغرت فاها وارتفع حاجباها في استنكار ودهشة وأجابتا مستحيل كان غيرك سيبلغ عنه ويأخذ الألف دولار أنت ما فعلت إلا الصح.

## القبض عليها
بعد تعطل المفاتيح الخاصة بجهاز الإرسال، عرضت انشراح السفر لإسرائيل لإحضار مفتاح جديد. وسافرت بالفعل يوم 26 يوليو 1974 ففوجئ بها أبو يعقوب ودهش لجرأتها، ومنحها مكافأة 2500 دولار مع زيادة الراتب للمرة الثالثة إلى 1500 دولار شهرياً (كان مرتب الموظف الجامعي حينذاك حوالي 17 جنيهاً).
وأثناء وجود انشراح في إسرائيل، كانت هناك مفاجأة خطيرة تنتظرها في القاهرة فعندما كان زوجها إبراهيم يحاول إرسال أولى برقياته إلى إسرائيل بواسطة الجهاز – استطاعت المخابرات المصرية التقاط ذبذبات الجهاز بواسطة اختراع سوفييتي متطور جداً اسمه (صائد الموجات) وقامت القوات بتمشيط المنطقة بالكامل بحثاً عن هذا الجاسوس. ومع محاولة تجربة الجهاز للمرة الثانية أمكن الوصول لإبراهيم بسهولة.
وفي فجر 5 أغسطس 1974 كانت قوة من جهاز المخابرات المصرية تقتحم منزل إبراهيم شاهين، وبتفتيش البيت عثروا على جهاز اللاسلكي ونوتة الشفرة. والتزم إبراهيم الصمت وخضع للتحقيق في مبنى المخابرات العامة، بينما بقيت قوة من رجال المخابرات في المنزل مع أولاده الثلاثة تنتظر وصول انشراح.
وعلى طائرة إيطاليا رحلة 791 في 24 أغسطس 1974، وصلت انشراح إلى مطار القاهرة الدولي قادمة من روما بعد شهر كامل بعيداً عن مصر، واستقلت تاكسياً إلى المنزل ليتم القبض عليها. وقادوها مع ولديها إلى مبنى المخابرات وهناك جرى التحقيق مع الأسرة كلها.

## محاكمتها
وفي 25 نوفمبر 1974 صدر الحكم بالإعدام شنقًا لانشراح وزوجها، والسجن 5 سنوات للابن نبيل وتحويل الأبناء محمد وعادل لمحكمة الأحداث.
لكن في 26 نوفمبر 1989 نشرت صحيفة «حداشوت» الإسرائيلية قصة تجسس إبراهيم على صفحاتها الأولى. وذكرت الصحيفة أن ضغوطاً مورست على الرئيس السادات لتأجيل إعدام انشراح بأمر شخصي منه، ثم أصدر بعد ذلك عفواً رئاسياً عنها، وتمكنت انشراح (في صفقة لم يعلن عن تفاصيلها) من دخول إسرائيل مع أولادها الثلاثة، حيث حصلوا جميعاً على الجنسية الإسرائيلية واعتنقوا الديانة اليهودية. وبدلوا اسم شاهين إلى (بن ديفيد) واسم انشراح إلى (دينا بن ديفيد) وعادل إلى (رافي) ونبيل إلى (يوسي) ومحمد إلى (حاييم).
نشرت صحيفة يديعوت أحرونوت عام 1989 موضوعا عن انشراح وأولادها قالت فيه: أن انشراح شاهين (دينا بن دافيد) تقيم الآن مع اثنين من أبنائها بوسط إسرائيل وهما محمد وعادل بعد أن اتخذت لهما أسماء عبرية هي حاييم ورافي أما الابن الأكبر نبيل فقد غير اسمه إلى يوشي.
وتقول الصحيفة أن دينا بن دافيد تعمل عاملة في دورة مياه للسيدات في مدينة حيفا وفي أوقات الفراغ تحلم بالعودة للعمل كجاسوسة لإسرائيل في مصر!، بينما يعمل ابنها حاييم حارساً ليليا بأحد المصانع، أما الابن الأكبر فلم يحتمل الحياة في إسرائيل وهاجر هو وزوجته اليهودية إلى كندا حيث يعمل هو وزوجته بمحل لغسل وتنظيف الملابس.

### الأعمال الفنية
تناول مسلسل السقوط في بئر سبع والمنتج عام 1994 قصة الجاسوس المصري وزوجته، نقلاً عن رواية إبراهيم وانشراح للكاتب عبد الرحمن فهمي.